# Geocolaptes olivaceus
El pito terrestre (Geocolaptes olivaceus) es una especie de ave piciforme de la familia Picidae. Habita en lugares estériles, escarpados y laderas cubiertas de peñascos en zonas relativamente frías y montañosas de Sudáfrica, Lesoto y Suazilandia, aún no ha sido registrado fuera de África austral.
Es el pájaro carpintero más grande de la región, llegando a medir 30 cm de longitud. Por lo general anda en parejas o en pequeños grupos y es más fácil localizarlo por su fuerte y estridente llamada de 2 notas (chik-ree, chik-ree). Su dieta consiste principalmente de hormigas con sus larvas, pupas y huevos que extrae de madera muerta o de entre las rocas, utilizando su lengua larga y pegajosa.